# Paradoxe d'Andromède

Le paradoxe est fondé sur la relativité de la simultanéité. Dans un diagramme de Minkowski : les plans de simultanéité suivant la vitesse relative de référentiels divers par rapport à un référentiel où les événements A, B et C sont simultanés.

Le paradoxe d'Andromède est une expérience de pensée de Roger Penrose illustrant l'argument de Rietdijk–Putnam, nommé d'après Wim Rietdijk (nl) et Hilary Putnam, qui utilise les découvertes de la physique du XXe siècle – spécifiquement en relativité restreinte – pour soutenir la position philosophique connue sous le nom d'éternalisme et en physique celle de l'univers bloc, et remettre en question la notion de libre arbitre. Il est parfois appelé l'argument de Rietdijk–Putnam–Penrose.
En relativité restreinte, chaque observateur a son propre plan de simultanéité, qui contient un ensemble unique d'événements qui constitue le moment présent de l'observateur. Les observateurs se déplaçant à des vitesses relatives différentes ont des plans de simultanéité différents, et donc des ensembles différents d'événements présents, passés ou futurs (de part et d'autre de ce plan de simultanéité). Chaque observateur considère son ensemble d'événements présents comme un univers tridimensionnel, mais même le plus léger déplacement ou décalage en vitesse entre observateurs donne aux univers tridimensionnels un contenu différent. Ainsi, un événement dans le passé d'un observateur peut être dans le futur d'un autre.
Penrose utilise un événement dans la lointaine galaxie d'Andromède (la décision d'envahir la Terre) pour mettre en évidence que même un petit décalage de vitesse donne pour chaque piéton des notions totalement différentes du passé et du futur des événements qui s'y déroulent. Ainsi, quand les deux piétons se croisent au même endroit et au même instant, pour un piéton, dans son plan de simultanéité, la décision d'envahir la Terre a déjà été prise, et pour l'autre elle reste à prendre. Dans ce cas, les Andromédiens ont-ils réellement un libre arbitre ?

## Paradoxe

Diagramme de Minkowski (adapté de celui de Penrose): Les piétons A et B se croisent en (0,0). Leur plan de simultanéité (lignes pointillées) sont différents.
Pour A, la décision appartient à son passé (mais il ne le sait pas encore) s'il considère que la notion de temps simultané avec Andromède a un sens.
Pour B, pourtant au même endroit au même moment, c'est une décision qui appartient à son futur, qui n'est pas encore prise, et qui pourrait être différente si les Andromédiens ont un libre arbitre.

Roger Penrose a fondé cette expérience de pensée sur un argument donné dans les articles de Rietdijk (1966) et Putnam (1967).
Comme Penrose l'a formulé :

« Deux personnes se croisent dans la rue ; et selon l'une des deux personnes, une flotte spatiale andromédienne est déjà partie pour son voyage, tandis que pour l'autre, la décision de savoir si le voyage aura effectivement lieu ou non n'a pas encore été prise. Comment peut-il encore y avoir une incertitude quant à l'issue de cette décision ? Si pour l'une ou l'autre personne la décision a déjà été prise, alors il ne peut sûrement pas y avoir d'incertitude. Le lancement de la flotte spatiale est inévitable. En fait, aucune des deux personnes ne peut encore savoir le lancement de la flotte spatiale. Elles ne pourront le savoir que plus tard, lorsque des observations télescopiques depuis la Terre révéleront que la flotte est effectivement en route. Elles pourront alors repenser à cette rencontre fortuite, et en conclure qu'à ce moment-là, selon l'une d'elles, la décision appartenait à un futur incertain, tandis que pour l'autre, elle appartenait à un passé certain. Y avait-il alors une incertitude sur ce futur ? Ou bien le futur des deux personnes était-il déjà « fixé » ? »

— Roger Penrose
Le « paradoxe » consiste en deux observateurs qui possèdent, de par leur mouvement, des ensembles différents d'événements dans leur « moment présent » (en raison de la relativité de la simultanéité), et donc dans leur passé et futur. Si le futur est indéterminé et "n'existe" pas encore, l'événement peut-il être indéterminé dans le futur d'un observateur, alors qu'il est déjà déterminé dans le passé de l'autre observateur, qui est au même endroit au même moment ? Quel est le passé et futur plus "réel" que l'autre ?
Il est à noter qu'aucun des deux observateurs ne peut réellement « voir » ce qui se passe dans Andromède au moment où ils se croisent, car la lumière d'Andromède (et de la flotte extraterrestre hypothétique) mettra 2,5 millions d'années à atteindre la Terre. L'argument ne porte pas sur ce qui peut être « vu » ; il concerne purement les événements que différents observateurs considèrent comme étant dans leur passé ou leur futur, sans pouvoir (encore) les observer.
La concept d'univers-bloc ou d'éternalisme résout ce paradoxe : les deux piétons considèrent simplement deux "tranches" différentes d'un bloc à quatre dimensions, qui est fixé et immuable. Les deux "tranches" sont forcément cohérentes, au prix du libre arbitre.

## Critiques
Les interprétations de la relativité utilisées dans l'argument de Rietdijk–Putnam et le paradoxe d'Andromède ne sont pas universellement acceptées. Howard Stein et Steven F. Savitt notent qu'en relativité le présent est un concept local qui ne peut pas être étendu aux hyperplans globaux, et par conséquent supposer qu'il se passe quelque chose de défini et réel au moment présent dans un lieu lointain n'a pas de sens, et mène à des paradoxes.
De plus, N. David Mermin déclare :
« Qu'aucune signification inhérente ne puisse être assignée à la simultanéité d'événements distants est la leçon la plus importante à retenir de la relativité. ». Selon cette approche, tous les événements situés en dehors du cône de lumière de l'observateur, et donc qui ne peuvent avoir une influence causale sur celui-ci, n'ont aucune signification inhérente et aucune existence ontologique. Mais affirmer que tout ce qui "existe" dépend du point de vue de l'observateur pose d'autres problèmes métaphysiques.
Yaron Shaffer observe que, si les observateurs poursuivent leur marche (restent dans le même référentiel) pendant 2.5 millions d'années après s'être croisés, et conservent donc leur même notion différente de passé et de futur, ils observent finalement l'invasion avec un décalage temporel, mais qui est exactement celui de la vitesse de la lumière entre leur position; il n'y a aucun paradoxe quand la situation peut être réellement observée, quelle que soit la décision des Andromédiens, qui conservent leur libre arbitre.